# Melipotis subtilis
Melipotis subtilis là một loài bướm đêm trong họ Erebidae.